# Alpenverein Linz
Der Alpenverein Linz ist eine von 195 Sektionen des Österreichischen Alpenvereins. Mit 25.747 Mitgliedern ist der Alpenverein Linz die größte Sektion Oberösterreichs. Er unterhält drei bewirtschaftete Hütten in Oberösterreich (Wurzeralm), Salzburg (Gosaukamm) und der Steiermark (Tauplitz), sowie ein Selbstversorgerhaus in Gosau. Weiters betreibt er das „Kletterzentrum am Turm“, eine Kletterhalle mit Außenanlage in Dornach.

## Hütten und Warten
- Gosauer Brückl-Haus
- Giselawarte (Aussichtswarte)
- Linzer Haus auf der Wurzeralm
- Linzer Tauplitz-Haus
- Hofpürglhütte

## Kletterzentrum AM TURM
In der Julius-Raab Straße 4 in Dornach befindet sich unter der Autobahnbrücke das Kletterzentrum des Alpenvereins Linz. Das gesamte Kletterzentrum bietet eine Kletterfläche von 2.300 m². Seit Jänner 2015 ist die Kletterhalle in Betrieb (Vorstieg: 1.150 m² Kletterfläche, 8–15 m Höhe, 150 m² Boulder). Sie bietet einen abgeschlossenen Kursraum, Toprope-Bereiche mit eingehängten Seilen und zwei Automaten zur Selbstsicherung. Der Kletterturm steht neben der Halle im Freien, ist ca. 15 m hoch und bietet weitere 850 m² Kletterfläche im Vorstieg. Weiters gibt es einen 40 m² großen Outdoor-Boulderbereich. Die „Kletterbox“ (eine ehemalige Squashbox) befindet sich in der Tennisanlage neben dem Kletterzentrum mit 120 m² Kletterfläche und einer Höhe vom 6 m.

## Büro
Der Alpenverein Linz bietet seinen Mitgliedern ein Servicebüro, das sich seit Jänner 2018 in der Gstöttnerhofstraße 8 in Linz befindet. Dort können AV-Mitglieder Ausrüstung ausleihen und sich in der eigenen Bücherei in sämtlicher Literatur zum Bergsport vertiefen sowie Bücher und Karten entlehnen.

## Bekannte Mitglieder
- Robert Damberger
- Walther von Orel
- Johann Pollak (Johann Pollack)
- Fritz Rigele
- Viktor Wessely